# Boris Pawlowitsch Pustynzew

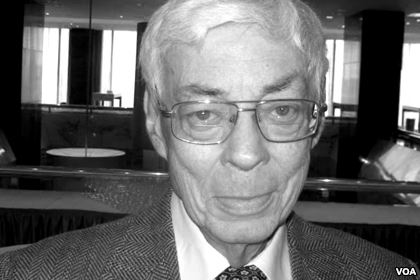
Boris Pawlowitsch Pustynzew

Boris Pawlowitsch Pustynzew (russisch Борис Павлович Пустынцев; * 2. Juni 1935 in Wladiwostok; † 4. März 2014 in Sankt Petersburg) war ein russischer Dissident und Vorsitzender der St. Petersburger NGO „Bürgerkontrolle“ sowie Mitglied im „Rat zur Entwicklung der Zivilgesellschaft und der Menschenrechte“ unter Schirmherrschaft des Präsidenten der Russischen Föderation.

## Leben
Ende 1956 studierte Pustynzew englische Philologie, als sowjetische Panzer den Freiheitswillen des ungarischen Volkes erdrückten. Eine Gruppe von russischen Studenten veröffentlichte und verteilte aus Protest in Leningrad Flugblätter zur Unterstützung des ungarischen Volksaufstandes, mit der Forderung an die Bürger, den sofortigen Abzug der sowjetischen Truppen aus Ungarn und anderen osteuropäischen Ländern zu verlangen, was nach 35 Jahren auch passierte. 1957 hatte der KGB neun Demonstranten festgenommen. Pustynzew verbrachte fünf Jahre im Gefängnis und Konzentrationslager. 
In den 1970er Jahren begann Pustynzew seine Arbeit in der Kinoindustrie als Synchronregisseur und Autor der russischen Texte der ausländischen Filme. 1982 erteilte der KGB ihm Berufsverbot. Das estnische Studio Tallinnfilm hielt sich nicht an das Verbot und lud Pustynzew ein. Mit Beginn der Perestroika kehrte er 1989 an das Leningrader Filmstudio (Leningradskaja Kinostudija) zurück.
Seit Beginn der Perestrojka beteiligte sich Pustyntsev aktiv an der Protestaktion gegen die zunehmende Präsenz der ehemaligen KGB-Offiziere in den Organen der Verwaltung der neuen, angeblich demokratischen Regierung in St. Petersburg. 1992, nach einem weiteren Protest, wurde er vor seinem Haus von einer unbekannten Personengruppe derart körperlich angegriffen, dass seine Sehkraft massiv eingeschränkt wurde. Er war gezwungen seine Arbeit in der Kinoindustrie zu beenden.
Von 1990 bis 1994 war Pustynzew eines der Gründungsmitglieder und Co-Vorsitzender der lokalen Gesellschaft „Memorial“, einer Organisation, die die Interessen der ehemaligen Opfer politischer Repressionen vertrat.
In den vergangenen 20 Jahren war Boris Pustynzew ein Experte in vielen russischen und internationalen Projekten zum Schutz der Grundrechte und der politischen Freiheiten der Bürger Russlands sowie Autor von zahlreichen Artikeln über Menschenrechte in russischen und ausländischen Zeitschriften.
Pustynzew ist Träger des Offizierskreuzes des Ungarischen Verdienstordens.